# Headingley

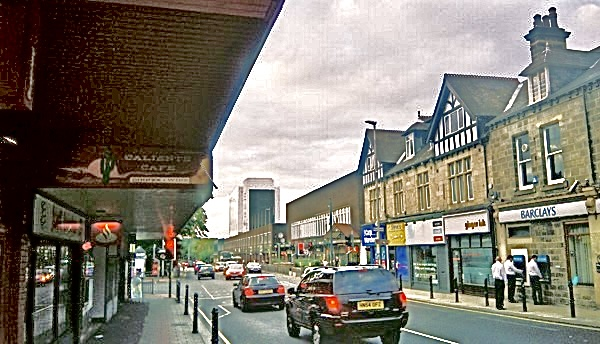
Headingley

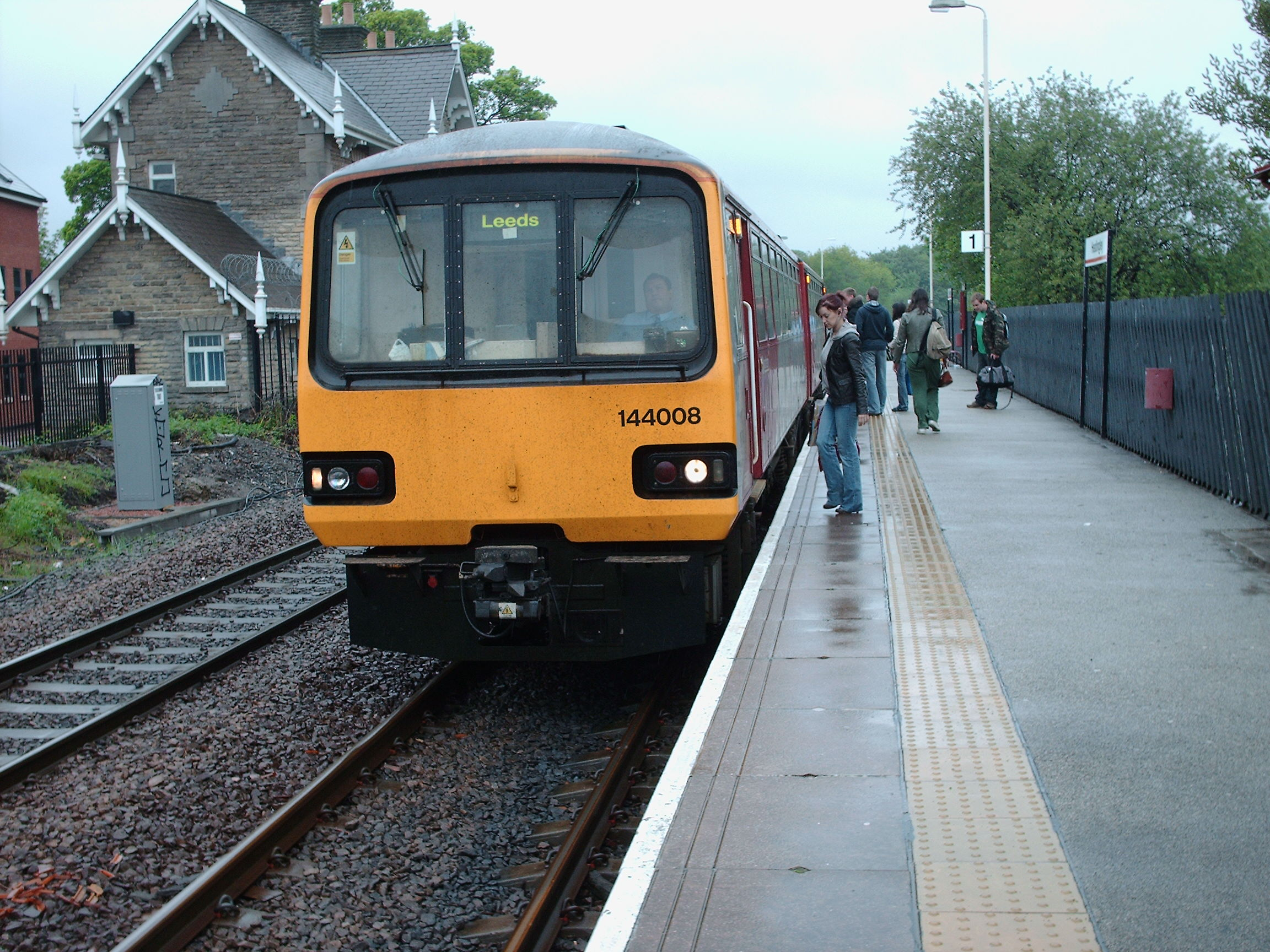
Stazione di Headingley

Headingley è un sobborgo di Leeds, West Yorkshire, Inghilterra. La zona ha una grande popolazione studentesca. Headingley è famosa per lo Headingley Stadium, che è un complesso di due stadi, uno di cricket e uno di rugby.